# Belonoglanis tenuis
Belonoglanis tenuis е вид лъчеперка от семейство Amphiliidae. Видът не е застрашен от изчезване.

## Разпространение
Разпространен е в Демократична република Конго и Централноафриканска република.

## Описание
На дължина достигат до 17,2 cm.